# Benson (hrabstwo Rutland)
Benson – jednostka osadnicza w Stanach Zjednoczonych, w stanie Vermont, w hrabstwie Rutland.